# آلن شری
آلن شری (انگلیسی: Alen Sherri؛ زادهٔ ۱۵ دسامبر ۱۹۹۷) بازیکن فوتبال اهل آلبانی است.
از باشگاه‌هایی که در آن بازی کرده‌است می‌توان به باشگاه فوتبال ولازنیا اشکودر اشاره کرد.
وی همچنین در تیم‌های ملی فوتبال زیر ۲۱ سال آلبانی و آلبانی بازی کرده‌است.